# چولین
چولین یک خیتانی بود که در زمان تلاش های گوم موجام برای احیای گوگوریو با ته جویونگ ازدواج کرد .همچنین او مادر ته مویه ملقب به گوم پادشاه دوم بالهه هم است.
او در نبردهای زیادی به ته جویونگ از لحاظ زیادی کمک کرد.
بعضی از منابع چینی می گویند او در نبرد تیانمنلینگ کشته شد ولی منابع کره ای می‌گویند بر اثر بیماری در گذشت.